# Gianluca Di Taranto

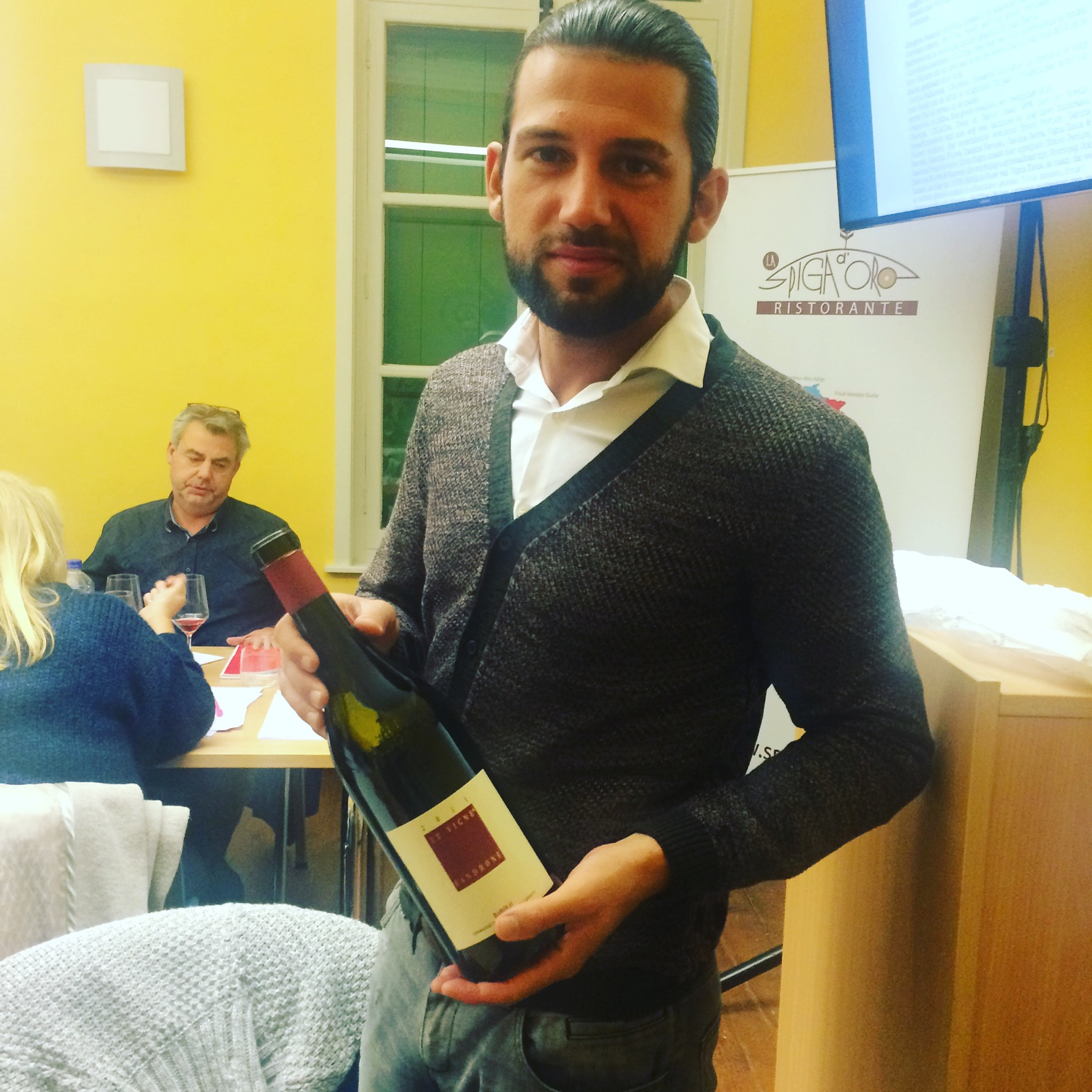

Gianluca Di Taranto is de sommelier van tweesterrenrestaurant The Jane in Antwerpen. Gianluca deed in 2015 mee aan de verkiezing van 'Sommelier of the Year', die georganiseerd werd door de Kortrijkse firma Meyhui en de culinaire jaargids Foodprint1213. Hier werd gestreden om de titel van beste sommelier van de provincie Antwerpen, die door Gialuca werd gewonnen.

## Levensloop
Zijn carrière begon Gianluca in Spiga d'Oro in Boortmeerbeek, in het restaurant van zijn ouders. Gianluca deed een driejarige opleiding als sommelier, gevolgd door nog een jaar in Frankrijk en een jaar les in Londen. Na een jaar in 't Zilte in Antwerpen gewerkt te hebben, ging hij werken in The Jane.